# Der rote Tempelritter – Red Knight
Der rote Tempelritter – Red Knight ist ein französisch-luxemburgischer Ritterfilm von Hélène Angel aus dem Jahr 2003.

## Handlung
Félix de Sisteron ist ohne Eltern aufgewachsen. Obwohl er nicht lesen kann, besitzt er ein kostbar gestaltetes Buch, in dem die Geschichte des Roten Drachen niedergeschrieben ist. Dieser, der eigentlich Guillaume de Montauban heißt, rettete einst seinen Freund Raoul aus dem Feuer des Drachen. Zwar verbrannte seine Haut, doch überlebte er. Seither ist er als Ritter des Roten Drachen berüchtigt und es heißt, dass er zwar jeden Tag zu sterben wünscht, der Tod ihn jedoch meidet. Félix’ großer Wunsch ist es, Guillaume kennenzulernen. Umso entsetzter ist er, als er hört, dass er unweit seines Rastplatzes bei einem Gemetzel des Ritters Mespoulède umgekommen sei. Hintergrund ist eine Anweisung des Papstes, dem sein Geliebter, der Dichter Hugues de Pertuys, entkommen ist und der ein Kopfgeld auf seine Wiederbeschaffung ausgesetzt hat. Sowohl Guillaume als auch Mespoulède wollen das Geld haben. Der vermeintlich tote Guillaume ist in Wirklichkeit nur verletzt. Félix wird in seine Dienste aufgenommen. Guillaume heftet sich an die Fersen Mespoulèdes. Der hat Hugues de Pertuys in einem Kloster aufgespürt und gefangen genommen. Wenig später steckte er auf seinem Weg die Burg von Guillaumes Vater, dem Duc de Belzince, an. Hier trifft später auch Guillaume ein. Sein Vater zeigt ihm Raoul de Ventadour, den Guillaume einst gerettet hatte und der für Jahre im Wald verschwunden war. Nun entdeckten ihn Belzinces Männer und brachten ihn zurück. Raoul ist irregeworden. Guillaume will ihn nicht sehen und sich auch nicht um ihn kümmern. Dennoch gelingt es Raoul, Guillaume und Félix zu folgen. Nachts verwandelt sich Raoul von Félix’ Augen in ein Wildschwein. Guillaume erzählt Félix, dass er einst Raouls Frau umgebracht habe. Seither sei Raoul derart besessen. Guillaume reitet am nächsten Tag allein weiter, um Hugues de Pertuys zu finden.
Félix und Raoul treffen auf ihrem Weg auf die Nonne Gisela von Bingen. Sie ist aus dem Kloster geflohen und beginnt erst zu sprechen, als sie in eine Notlage gerät. Félix und Raoul retten sie, geraten jedoch in einen Hinterhalt Mespoulèdes, in dessen Folge sie alle in einen Fluss geworfen werden. Es ist Guillaume, der sie rettet. In der Nacht erlebt auch Gisela Raouls Verwandlung. Sie liest mit Félix in dessen Buch und erfährt über Guillaume mehrere Dinge: Er ist dazu verdammt, nie zu heiraten. Zudem hat das Feuer ihn in der Jugend um den Verstand gebracht: Zwar hat es äußerlich nur seine Haut verbrannt, brennt jedoch im Inneren weiter. Tatsächlich sieht Félix Guillaume wenig später vergeblich gegen ein imaginäres Wildschwein kämpfen, da er versucht, Raoul zu töten, um Seelenruhe zu finden. Am nächsten Morgen wird die Gruppe erneut von Mespoulède gefunden. Gisela ist verschwunden und mit ihr Hugues de Pertuys. Es stellt sich heraus, dass beide verheiratet sind und Gisela hochschwanger ist. Sie entbindet noch im Wald ihr Kind. Guillaume wiederum nimmt Hugues de Pertuys gefangen. Die Gruppe begibt sich auf den Weg zum Papst, der an einem Meeresstrand eine Zeremonie abhält. Kurz vor dem Zusammentreffen macht Guillaume Halt, um das unweit liegende Grab von Raouls Frau Isabelle de Ventadour aufzusuchen. Am Grab bittet er Isabelles Erscheinung, Raoul von seinem Fluch zu erlösen, doch Isabelle weigert sich. Félix nutzt Guillaumes Abwesenheit, um Hugues de Pertuys und Gisela zu befreien. Hugues gelingt die Flucht und Guillaume nimmt nun Gisela als Geisel und erscheint mit ihr vor dem Papst, der wenig angetan ist. Gisela wird in einem Zelt gefangen gehalten. Félix und Raoul gelingt es gemeinsam, Gisela zu befreien. Dabei wird Raoul getötet. Guillaume findet wenig später den schwer verletzten Félix am Strand, der an seiner Seite ebenfalls verstirbt. Halb irr bittet auch Guillaume um den Tod, der ihn jedoch nicht ereilt. Stattdessen trifft er einmal mehr auf Mespoulèdes, der Gisela und Hugues in seiner Gewalt hat. Guillaume kann beiden zur Flucht verhelfen und beginnt seinen letzten großen Kampf gegen Mespoulèdes. Er dauert lang und bringt beide Männer an den Rand ihrer Kräfte. Die Erzähler schließt, dass niemand wisse, was aus Guillaume geworden sei. Man sieht ihn jedoch am Grab von Isabelle, Raoul und Félix und es heißt, dass Guillaume das Grab seiner Freunde jeden Tag aufsuche.

## Produktion
Der rote Tempelritter – Red Knight war der erste Film, der im Studio 24 in Villeurbanne entstand. Zudem wurde in Südfrankreich gedreht. Die Kostüme schuf Catherine Rigault, die Filmbauten stammen von Thierry François. Die Produktionskosten beliefen sich auf rund 9,76 Millionen Euro; in Frankreich sahen den Film, der am 6. August 2003 in die Kinos kam, rund 127.500 Besucher. In Deutschland erschien der Film am 28. Juli 2011 direkt auf DVD.

## Synchronisation
| Rolle                  | Darsteller             | Synchronsprecher    |
| ---------------------- | ---------------------- | ------------------- |
| Guillaume de Montauban | Daniel Auteuil         | Renier Baaken       |
| Félix de Sisteron      | Nicolas Nollet         | Florian Hoffmann    |
| Raul de Ventadour      | Sergi López            | Wolff von Lindenau  |
| Gisela von Bingen      | Emmanuelle Devos       | Sabina Godec        |
| Hugues de Pertuys      | Titoff                 | Stephan Schleberger |
| Micholas Mespoulède    | Gilbert Melki          | Gilles Karolyi      |
| Bruno                  | Sébastien Nouar        | Tom Sänger          |
| Isabelle de Ventadour  | Claude Perron          | Gabi Franke         |
| Michel                 | Roman Berthelot        | Linus Kraus         |
| Papst Innozenz III     | Jean-Francois Gallotte | Helmut Winkelmann   |

## Rezeption
Es war nach Stumme Schreie der zweite Langfilm von Regisseurin Hélène Angel, die in Der rote Tempelritter – Red Knight kein realistisches Porträt des Mittelalters anstrebte. Vielmehr vermischte sie Elemente des Mittelalters mit Märchen- und Sagenelementen und verstand die Suche des unsterblichen Ritters als zeitlose Suche. Dies sorgte für zwiespältige Aufnahme bei den Kritikern, so fragte L’Express: „Ein ambitioniertes Rittermärchen oder ein missglücktes Epos? Die Meinungen gehen auseinander.“ („Un conte chevaleresque ambitieux ou une épopée ratée. Avis partagés“), und der film-dienst ordnete ihn als „Mischung aus Ritterfilm und düsterem Märchen“, das „mit hochkarätigen Darstellern jenseits aller Genrekonventionen entwickelt“ worden sei, ein. Er befand zudem, dass „die fantastische Kameraarbeit, fantasievolle[n] Kostüme und überwältigende[n] Landschaften […] dem Film einen perfekten Schliff [geben].“